# Linzhou
Linzhou (en chino, 林州; pinyin, Línzhōu) es un municipio bajo la administración directa de la Prefectura Anyang en la Provincia de Henan, República Popular China.  Su área es de 206 km² y su población total para 2010 superó el 1,16 millón de habitantes. 

## Administración
A junio de 2025, el Municipio Linzhou se divide en 20 pueblos que se administran en 4 subdistritos y 16 poblados.

## Toponimia
En el 205 aC, durante el reinado de Liu Bang de la dinastía Han, se estableció el Condado Lónglǜ (隆虑县) tomando su nombre del monte Lónglǜ (隆虑山). 
En el año 106 AD, para evitar el tabú que un lugar lleve el nombre de un gobernante, el de Liu Long (刘隆), Lónglǜ fue cambiado a Linlǜ (林虑县).
Durante en la dinastía Jin, los nombres de las Provincias (Zhou) eran de un solo carácter, en el año 1215 fue promovida a provincia, por lo que tomó el nombre de Provincia Lin (林州 Linzhou), de ahí su nombre. En el año 1370, durante la dinastía Ming, fue degradado a Condado Lin (林县). 
El 24 de enero de 1994, se abolió el Condado Lin y se estableció el Municipio Linzhou.